# 里夫涅 (梅利托波爾區)
46°55′36″N 35°22′57″E / 46.92667°N 35.38250°E
里夫涅（烏克蘭語：Рівне）是位於烏克蘭東南部的村莊，由扎波羅熱州梅利托波爾區的塞梅尼夫卡市鎮負責管轄。該村始建於1925年，面積0.28平方公里，海拔高度56米，2001年人口308，人口密度每平方公里1,100人。

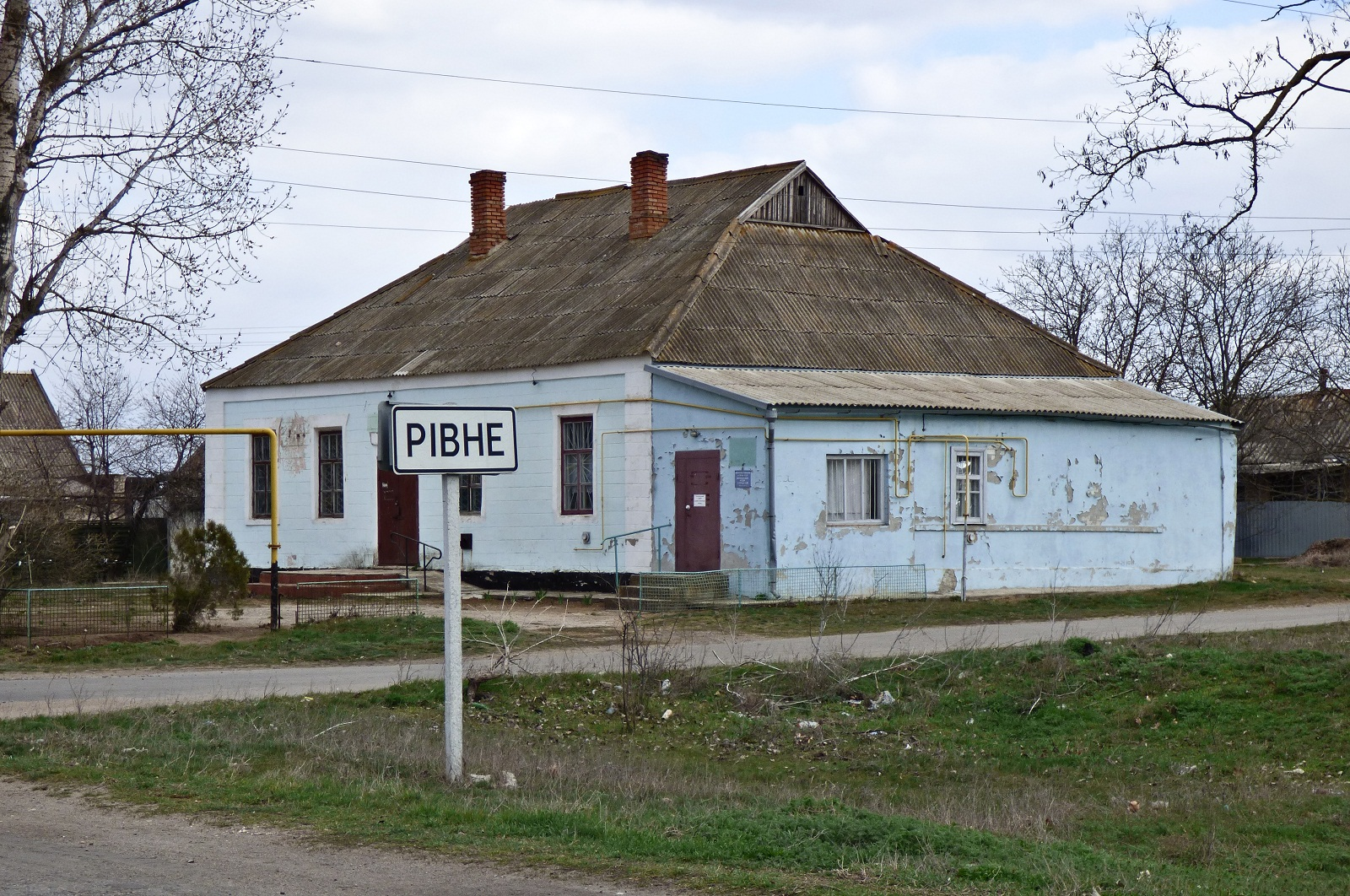